# Primera epístola a los corintios

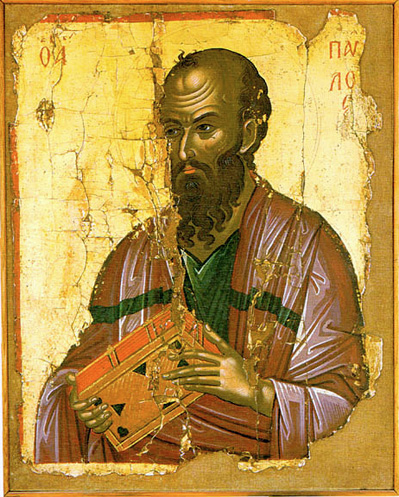
Pablo de Tarso según una representación en el monasterio de Stavronikita, en el Monte Athos.

La Primera epístola a los corintios (abreviado 1 Co) es un libro del Nuevo Testamento de la Biblia. Es una carta escrita por Pablo de Tarso a la comunidad cristiana o Iglesia de Corinto. 
(en griego antiguo: Α΄ ᾽Επιστολὴ πρὸς Κορινθίους) es una de las epístolas paulinas, parte del Nuevo Testamento de la Biblia cristiana. La epístola se atribuye al apóstol Pablo y a un coautor, Sóstenes, y está dirigida a la iglesia cristiana de la Corinto. A pesar del nombre, no se cree que sea la primera carta de este tipo. Los eruditos creen que Sóstenes fue el amanuense que escribió el texto de la carta por indicación de Pablo. Aborda diversas cuestiones que habían surgido en la comunidad cristiana de Corinto y está compuesta en una forma de griego koiné.
Fue escrita desde Éfeso, cerca del tiempo de la Pascua en el tercer año del viaje de Pablo allí, sobre el año 54 después de Cristo, cuando planeaba visitar Macedonia para más tarde regresar a Corinto.

## Autor y datación
La Primera epístola a los Corintios fue escrita en Éfeso, donde, según Hechos 20.31, Pablo vivió tres años, probablemente entre el 54 y el 57. Mientras estaba allí, los creyentes de la congregación le hicieron llegar, posiblemente por conducto de Estéfanas, Fortunato y Acaico (cf. 16.17), algunas consultas, a las que respondió con la presente carta (cf. los pasajes que comienzan en 7.1, 25; 8.1, y también 10.23; 11.2; 12.1; 15.1).
Hay consenso entre historiadores y teólogos en que Pablo es el autor de la Primera Epístola a los Corintios (circa 53-54). La carta es citada o mencionada por las fuentes más antiguas y está incluida en todos los cánones antiguos, incluido el de Marción de Sínope. Algunos estudiosos señalan las referencias potencialmente embarazosas de la epístola a la existencia de inmoralidad sexual en la iglesia como refuerzo de la autenticidad de la carta.
Sin embargo, la epístola contiene un pasaje que se cree ampliamente que fue interpolado en el texto por un escriba posterior:

Como en todas las iglesias de los santos, las mujeres deben guardar silencio en las iglesias. Pues no se les permite hablar, sino que deben estar subordinadas, como también dice la ley. Si hay algo que deseen saber, que se lo pregunten a sus maridos en casa. Porque es vergonzoso que una mujer hable en la iglesia.
1 Corintios 14:34-35, Nueva Versión Estándar Revisada

.
Los versículos 34-35 están incluidos en todos los manuscritos existentes. Parte de la razón para sospechar que este pasaje es una interpolación es que en varios manuscritos de la tradición occidental se coloca al final del capítulo 14 en lugar de en su ubicación canónica. Los críticos textuales suelen considerar que este tipo de variabilidad es señal de que una nota, colocada inicialmente en los márgenes del documento, ha sido copiada en el cuerpo del texto por un escriba. Sin embargo, como señalan E. Earle Ellis y Daniel B. Wallace, una nota marginal bien podría haber sido escrita por el propio Pablo. La pérdida de flechas marginales u otros dispositivos direccionales podría explicar por qué el escriba del Vorlage occidental la colocó al final del capítulo. La ausencia de un asterisco u obelisco en el margen de cualquier manuscrito -una forma habitual de indicar la duda de autenticidad-, según ellos, es un argumento de peso para afirmar que Pablo escribió el pasaje y lo colocó en su lugar tradicional. También se ha considerado que el pasaje contradice 11:5, donde se describe a las mujeres orando y profetizando en la iglesia.
Además, algunos eruditos creen que el pasaje 1 Corintios 10:1-22 constituye un fragmento de carta independiente o una interpolación de los escribas porque equipara el consumo de carne sacrificada a los ídolos con la idolatría, mientras que Pablo parece ser más indulgente con esta cuestión en 8:1-13 y 10:23-11:1.  Tales opiniones son rechazadas por otros eruditos que dan argumentos a favor de la unidad de 8:1-11:1. 

## Composición
Hacia el año 50 d. C., hacia el final de su segundo viaje misionero, Pablo fundó la iglesia en Corinto antes de trasladarse a Éfeso, una ciudad en la costa occidental de la actual Turquía, a unos 290 kilómetros (180,2 mi) por mar de la Corinto. Desde allí viajó a Caesarea y Antioquía. Pablo regresó a Éfeso en su tercer viaje misionero y pasó allí aproximadamente tres años. Fue durante su estancia en Éfeso cuando recibió noticias desconcertantes de la comunidad de Corinto en relación con los celos, la rivalidad y el comportamiento inmoral. También parece que, según una carta que los corintios enviaron a Pablo, la congregación pedía aclaraciones sobre una serie de asuntos, como el matrimonio y el consumo de carne ofrecida anteriormente a los ídolos.
Al comparar Hechos de los Apóstoles 18:1-17 y las menciones de Éfeso en la correspondencia corintia, los eruditos sugieren que la carta fue escrita durante la estancia de Pablo en Éfeso, que suele datarse entre los años 53-57 d. C.
Anthony C. Thiselton sugiere que es posible que 1 Corintios se escribiera durante la primera (breve) estancia de Pablo en Éfeso, al final de su segundo viaje, que suele fecharse a principios del año 54 d. C. Sin embargo, es más probable que se escribiera durante su prolongada estancia en Éfeso, donde se refiere al envío de Timoteo a ellos.
A pesar del título atribuido «1 Corintios», esta carta no fue la primera escrita por Pablo a la iglesia de Corinto, sino sólo la primera carta canónica. 1 Corintios es la segunda de las cuatro cartas conocidas de Pablo a la iglesia de Corinto, como demuestra la mención que hace Pablo de su carta anterior en 1 Corintios 5:9.  Siendo las otras dos la llamada Segunda Epístola a los Corintios y una carta «lacrimógena y severa» mencionada en 2 Corintios 2:3-4.  El libro llamado Tercera epístola a los corintios generalmente no es creído por los eruditos como escrito por Pablo, como afirma el texto.

## Manuscritos primitivos supervivientes
El manuscrito original de este libro se ha perdido, y las texto de los manuscritos supervivientes varía. Los manuscritos más antiguos que contienen parte o la totalidad del texto de este libro incluyen:
- Papiro 46 (175-225 d. C.)
- Codex Vaticanus (325-350 d. C.)
- Codex Sinaiticus (330-360)
- Papiro 123 (siglo IV)[31]
- Codex Alexandrinus (400-440)
- Codex Ephraemi Rescriptus (~450)
- Codex Freerianus (~450)[32]
- Códice Claromontano (~550)
- Codex Coislinianus (~550)
- Papiro 14 (siglo VI)
- Papiro 11 (siglo VII;)[33]

## Estructura

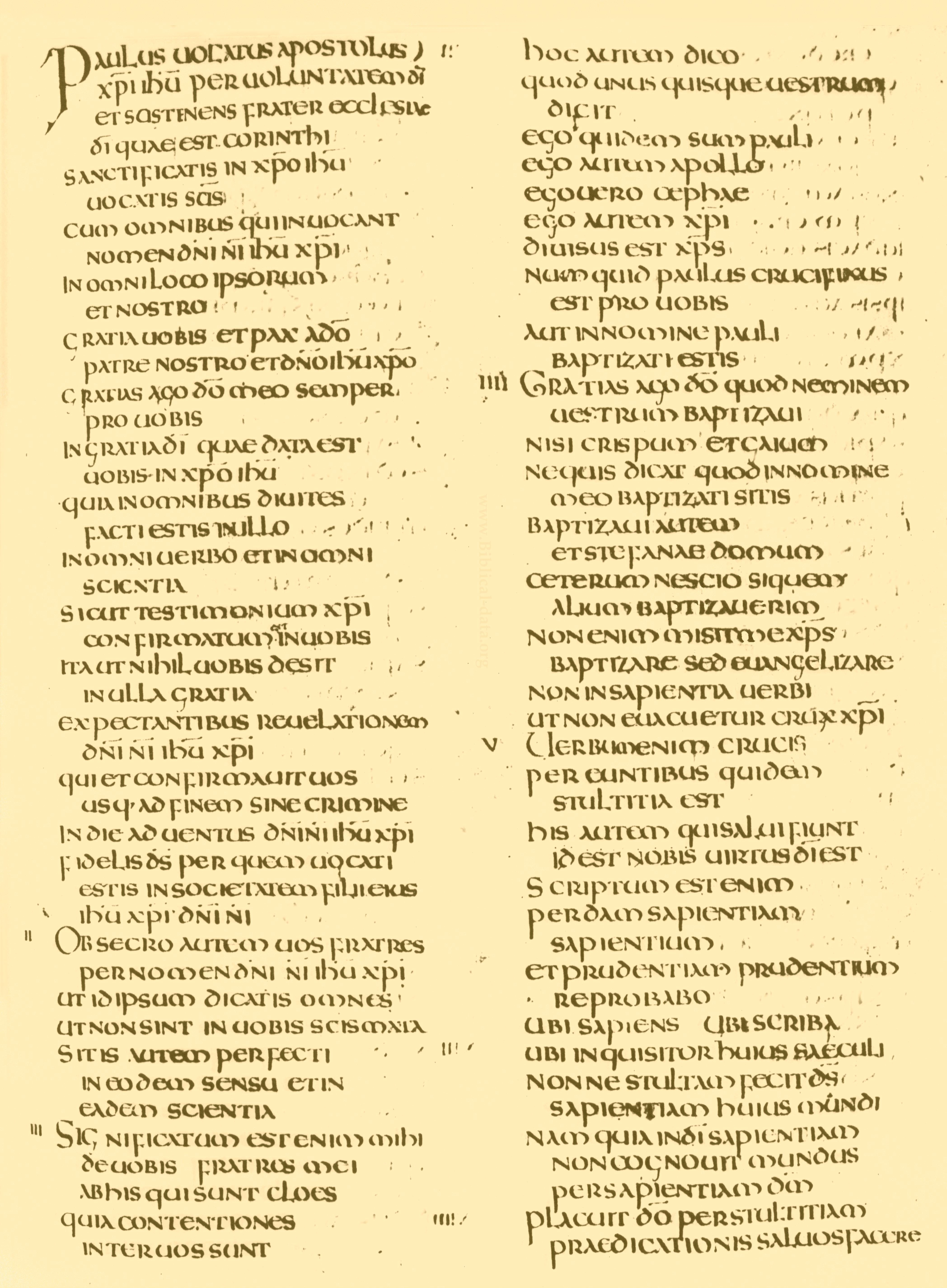
1 Corintios 1:1-21 en el Codex Amiatinus del siglo VIII

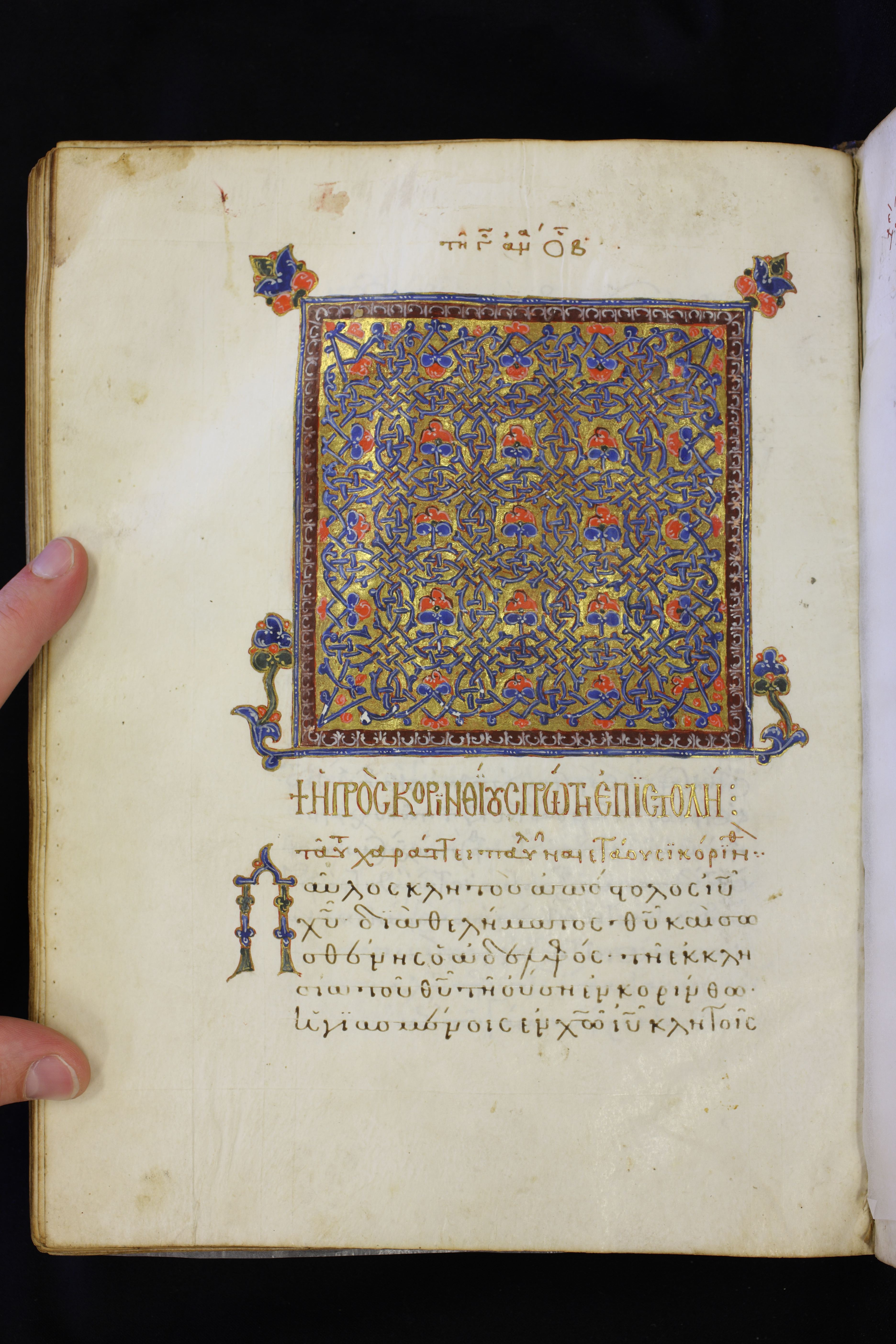
1 Corintios 1:1-2a en Minúscula 223 del siglo XIV

La epístola puede dividirse en siete partes:
1. Saludo (1:1-3)
  1. Pablo aborda el tema relativo a los desafíos a su apostolado y lo defiende afirmando que le fue otorgado mediante una revelación de Cristo. La salutación (la primera sección de la carta) refuerza la legitimidad de la pretensión apostólica de Pablo.
2. Acción de gracias (1:4-9)
3. La parte de acción de gracias de la carta es típica de la escritura epistolar helenística. En una recitación de acción de gracias, el escritor da gracias a Dios por la salud, un viaje seguro, la liberación de un peligro o la buena fortuna.
  1. En esta carta, la acción de gracias «introduce los carismata y la gnosis, temas a los que Pablo volverá y que tratará con mayor extensión más adelante en la carta».[35]
4. División en Corinto (1:10-4:21)
  1. Hechos de la división
  2. Causas de la división
  3. Cura de la división
5. Inmoralidad en Corinto (5:1-6:20)
  1. Disciplinar a un hermano inmoral
  2. Resolver disputas personales
  3. Castidad
  4. Dificultades en Corinto (7:1-14:40)
  5. Matrimonio
  6. Libertad cristiana
  7. Culto
6. Doctrina de la resurrección (15:1-58)
7. Clausura (16:1-24)
  1. Los comentarios finales de Pablo en sus cartas suelen contener sus intenciones y esfuerzos por mejorar la comunidad. Primero concluía con su paraénesis y les deseaba la paz incluyendo una petición de oración, los saludaba con su nombre y a sus amigos con un beso santo, y ofrecía la gracia final y la bendición:

Ahora, en cuanto a la contribución para los santos: como ordené a las iglesias de Galacia [...] Que todas vuestras cosas se hagan con caridad. Saludaos unos a otros con ósculo santo [...] Yo, Pablo, escribo de mi puño y letra este saludo. Si alguno no ama al Señor Jesucristo, sea Anatema Maranata. La gracia del Señor Jesús esté con vosotros. Mi amor sea con todos ustedes en Cristo Jesús. Amén.
1 Corintios 16:1-24

## La Iglesia de Corinto

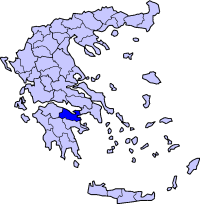
Corinto en Grecia, lugar de la Iglesia de Corinto.

A pesar de no pertenecer a la Pentarquía, la Iglesia de Corinto es una de las más conocidas. Debe su fama a las dos epístolas que le remitió San Pablo y a la que le ha enviado Clemente de Roma.

## Contenido general

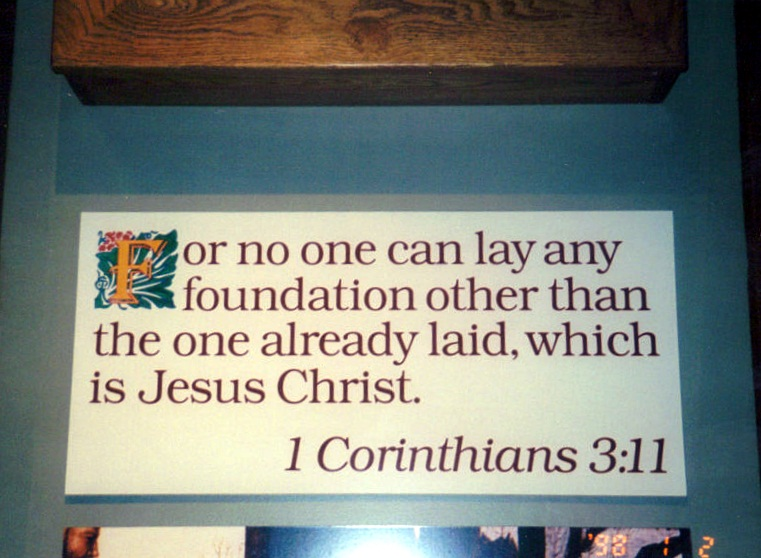
El fundamento de Cristo (1 Corintios 3:11); expuesto en el Menno-Hof Amish y Mennonite Museo de Shipshewana, Indiana

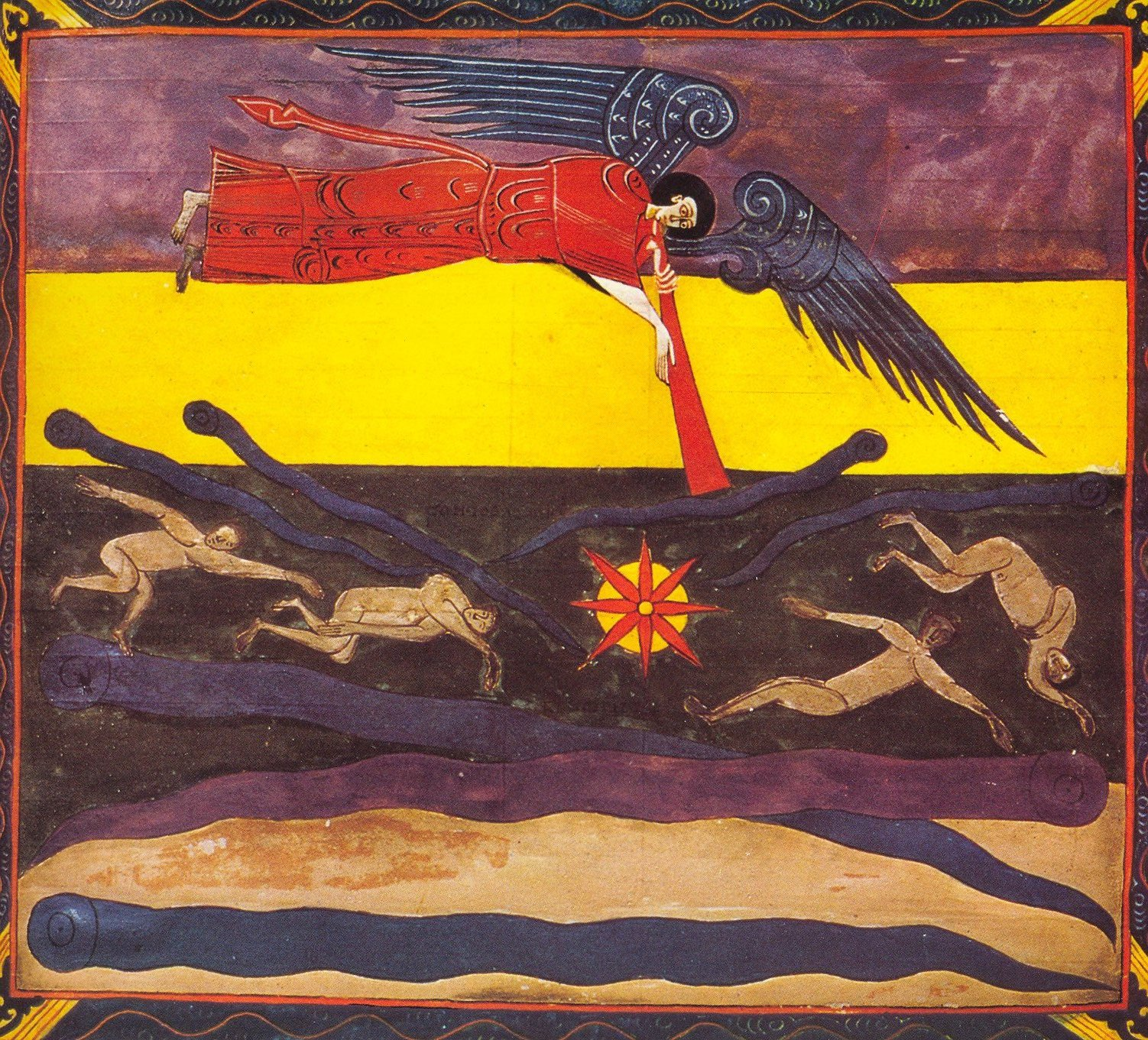
«En un momento, en un abrir y cerrar de ojos, “a la trompeta final”: porque sonará la trompeta, y los muertos resucitarán incorruptibles, y nosotros seremos transformados». 1 Corintios 15:52. Iluminación de Beatus de Facundus, 1047

Algún tiempo antes de que se escribiera 2 Corintios, Pablo hizo una segunda visita a la iglesia de Corinto para comprobar algunos desórdenes crecientes, y les escribió una carta, hoy perdida.  La iglesia también había sido visitada por Apolos, quizás por Pedro, y por algunos cristianos judíos que trajeron consigo cartas de elogio de Jerusalén..
Pablo escribió la carta a los Corintios para corregir lo que él veía como opiniones erróneas en la iglesia de Corinto. Varias fuentes informaron a Pablo de conflictos en el seno de la iglesia de Corinto: Apolos, una carta de los corintios, «los de Cloe», y finalmente Estéfanas y sus dos amigos que habían visitado a Pablo.  Pablo escribió entonces esta carta a los corintios, instando a la uniformidad de creencias («que todos habléis lo mismo y que no haya divisiones entre vosotros», 1:10) y exponiendo la doctrina cristiana. Tito y un hermano cuyo nombre no se da fueron probablemente los portadores de la carta a la iglesia de Corinto.
En general, las divisiones dentro de la iglesia de Corinto parecen ser un problema, y Pablo se empeña en mencionar estos conflictos al principio. Específicamente, las raíces paganas aún prevalecen dentro de su comunidad. Pablo quiere reconducirlos a lo que él ve como la doctrina correcta, afirmando que Dios le ha dado la oportunidad de ser un «hábil maestro de obras» para poner los cimientos y dejar que otros construyan sobre ellos.
1 Corintios 6:9-10 contiene una notable condena de la homosexualidad, la idolatría, el robo, la embriaguez, la calumnia, la estafa, el adulterio y otros actos que los autores consideran totalmente inmorales.
La mayoría de los primeros manuscritos terminan el capítulo 6 con las palabras ninguno: δοξάσατε δὴ τὸν Θεὸν ἐν τῷ σώματι ὑμῶν, romanizado: doxasate de ton theon en tō sōmati humōn, lit. 'por tanto, glorifica a Dios en tu cuerpo'. El Textus Receptus añade ninguna: καὶ ἐν τῷ πνεύματι ὑμῶν, ἅτινά ἐστι τοῦ Θεοῦ, romanizado: kai en to pneumati humōn, hatina esti tou theou, que la Nueva Biblia del rey Jacobo traduce como «y en vuestro espíritu, que son (i. e. cuerpo y espíritu) de Dios«. La Cambridge Bible for Schools and Colleges señala que «estas palabras no se encuentran en muchos de los mejores MSS. y versiones, y debilitan un poco la fuerza del argumento, que pretende afirmar la dignidad del cuerpo. Quizá fueron insertadas por algunos que, perdiendo el punto del argumento del Apóstol, pensaron que se pasaba indebidamente por alto la adoración del espíritu".
Más tarde, Pablo escribió sobre la inmoralidad en Corinto hablando de un hermano inmoral, de cómo resolver las disputas personales y de la pureza sexual. En cuanto al matrimonio, Pablo afirma que es mejor que los cristianos permanezcan solteros, pero que si carecían de autocontrol, es mejor casarse que «quemarse» (πυροῦσθαι). Es posible que la epístola incluya el matrimonio como práctica apostólica en 1 Corintios 9:5: «¿No tenemos derecho a estar acompañados por una esposa creyente, como los demás apóstoles y los hermanos de Jesús y Cefas (Pedro)?». (En el último caso, la carta coincide con Mateo 8:14, que menciona que Pedro tenía suegra y, por tanto, por inferencia, esposa). Sin embargo, la palabra griega para 'esposa' es la misma palabra para 'mujer'. Los Primeros Padres de la Iglesia, entre ellos Tertuliano, Jerónimo y Agustín de Hipona afirman que la palabra griega es ambigua y que las mujeres de 1 Corintios 9:5 eran mujeres que servían a los Apóstoles como las mujeres servían a Cristo, y no eran esposas, y afirma que dejaron sus “oficios matrimoniales” para seguir a Cristo.  Pablo también sostiene que las personas casadas deben complacer a sus cónyuges, al igual que todo cristiano debe complacer a Dios.
A lo largo de la carta, Pablo presenta cuestiones que preocupan a la comunidad de Corinto y ofrece formas de solucionarlas. Pablo afirma que esta carta es para «amonestarles» como a hijos amados. Se espera que se conviertan en imitadores de Jesús y sigan los caminos de Cristo como él, Pablo, enseña en todas sus iglesias.
Esta epístola contiene algunas frases muy conocidas, entre ellas: «todo a todos«,»a través de un cristal, oscuramente», y:

Cuando era niño, hablaba como niño, entendía como niño, pensaba como niño; pero cuando me hice hombre, dejé las cosas de niño.
1 Corintios 13:11, Versión King James.

## Contenido por capítulos

### Capítulo I
Comienza la epístola con una extensa salutación. Extensa, se entiende, en términos actuales pero habitual entre los escritores antiguos, más proclives a recrearse en los prolegómenos.

Pablo, llamado por la voluntad de Dios a ser apóstol de Cristo Jesús y Sóstenes, hermano, a la Iglesia de Dios en Corinto, a los santificados en Cristo Jesús, llamados a ser santos.
I Corintios 1,1-2

En este saludo, Pablo dice de sí mismo que es apóstol por la voluntad de Dios, aludiendo a su tardía y atípica conversión. Pablo era un extraño en la comunidad apostólica ya que no pertenecía a los doce ni a sus discípulos más inmediatos. Al no recibir de ellos la encomienda apostólica, Pablo se convirtió en un factor inopinado y decisivo de la expansión del cristianismo.
Después de una alabanza de las virtudes de la comunidad de Corinto (1,4-9), añade: he sabido por Cloe que hay discordias entre vosotros (1,11), señalando así el eje argumental de la epístola.
Pablo escribió la carta a los Corintios para corregir lo que él veía como opiniones erróneas en la iglesia de Corinto. Varias fuentes informaron a Pablo de conflictos en el seno de la iglesia de Corinto: Apolos, una carta de los corintios, «los de Cloe», y finalmente Estéfanas y sus dos amigos que habían visitado a Pablo.  Pablo escribió entonces esta carta a los corintios, instando a la uniformidad de creencias («que todos habléis lo mismo y que no haya divisiones entre vosotros», 1:10) y exponiendo la doctrina cristiana. Tito y un hermano cuyo nombre no se da fueron probablemente los portadores de la carta a la iglesia de Corinto.
En general, las divisiones dentro de la iglesia de Corinto parecen ser un problema, y Pablo se empeña en mencionar estos conflictos al principio. Específicamente, las raíces paganas aún prevalecen dentro de su comunidad. Pablo quiere reconducirlos a lo que él ve como la doctrina correcta, afirmando que Dios le ha dado la oportunidad de ser un «hábil maestro de obras» para poner los cimientos y dejar que otros construyan sobre ellos..
A continuación, disimulada tras un apunte biográfico, desarrolla una pieza doctrinal que será un lugar común de la teología posterior. Se trata de la extrañeza entre la sabiduría del mundo y la sabiduría de Dios. Al respecto esta es la cita más conocida:

Porque está escrito: Destruiré la sabiduría de los sabios y rechazaré la ciencia de los inteligentes.
I Corintios 1,19

Mientras los judíos piden señales y los griegos buscan sabiduría, nosotros predicamos a un Cristo crucificado, escándalo para los judíos y locura para los paganos...
I Corintios 1,22-23

### Capítulo II
Este capítulo hace mención al fundamento de la fe cristiana, y Pablo enseña donde debe estar basada esta fe. Aunque Pablo era un hombre muy sabio y elocuente en lo que respecta a la exposición de las sagradas escrituras, él se propuso no predicar entre los corintios con palabras persuasivas de humana sabiduría, sino más bien con demostración del Espíritu y el poder de Dios. Lo que Pablo quería dejar claro, es que la salvación del hombre no depende de su sabiduría, ni de su habilidad para alcanzarla, sino que esta ha de obtenerse por el infinito poder de Dios en su sola soberanía.
A continuación les habla de su misión, de enseñarles la sabiduría divina, no la humana, de la que ningún gobernante ha conocido. La sabiduría divina de la que habla Pablo le fue concedida por Dios mediante el Espíritu Santo y les dice que lo que enseña no es con palabras aprendidas por sabiduría humana, sino con palabras aprendidas del Espíritu, expresando las cosas espirituales con palabras espirituales. Termina diciéndoles que ¿quién conoció la mente del Señor, para darle lecciones? Pues bien, nosotros tenemos la mente de Cristo.

### Capítulo III
Pablo hace ver a los corintios que no les puede hablar como a espirituales sino como a carnales, como a niños en Cristo.

Porque mientras haya entre vosotros envidias y discordias, ¿no continuáis siendo carnales y comportándoos a lo humano?.

A continuación les muestra la naturaleza de su ministerio apostólico haciendo mención a las divisiones que había entre ellos. 

4Porque cuando uno de vosotros dice: «Yo soy de Pablo»; y otro: «Yo, de Apolo», ¿no procedéis a lo humano? 5¿Qué es Apolo? ¿Qué es Pablo? Ministros, por medio de los cuales habéis creído; cada uno según el Señor le ha concedido. 6Yo planté, Apolo regó, pero es Dios quien dio el crecimiento; 7de tal modo que ni el que planta es nada, ni el que riega, sino el que da el crecimiento, Dios. 8El que planta y el que riega son una misma cosa; pero cada uno recibirá su propia recompensa según su trabajo. 9Porque nosotros somos colaboradores de Dios; vosotros sois campo de Dios, edificación de Dios.

La visión de los corintios muestra una falta de comprensión sobre el verdadero propósito de los ministros, quienes no buscan beneficios personales, sino la edificación de toda la Iglesia. Tanto los individuos como la comunidad pertenecen exclusivamente a Dios y a Cristo. La fuente de todo esfuerzo apostólico es Dios, quien es el que “da el crecimiento” (v. 7). En esta misión, los seres humanos actúan como instrumentos de Dios —ya sea como ministros (v. 5) o colaboradores (v. 9)— y sólo pueden cumplir su propósito cuando colocan a Jesucristo como fundamento (v. 11). Pablo ilustra esta idea a través de dos metáforas: el campo de Dios (vv. 6-9) y el edificio de Dios (vv. 10-17).

El Concilio Vaticano II acude a estas imágenes paulinas para exponer la naturaleza de la Iglesia: 

La Iglesia es la labranza o campo de Dios (cfr 1 Co 3,9). En ese campo crece el olivo antiguo, cuya santa raíz fueron los Patriarcas, en donde se realizó y se realizará la reconciliación de judíos y gentiles (cfr Rm 11,13-26). Fue plantada como viña selecta por el Agricultor celestial (cfr Mt 21,33-43 par.; cfr Is 5,1ss.). Cristo es la verdadera Vid, que da vida y fecundidad a los sarmientos, que somos nosotros: permanecemos en Él a través de la Iglesia y sin Él no podemos hacer nada (cfr Jn 15,1-5). Con frecuencia se llama también a la Iglesia la edificación de Dios (cfr 1 Co 3,9). El Señor mismo se comparó con la piedra que habían rechazado los constructores, pero que fue puesta como piedra angular (Mt 21,42 par.; cfr Hch 4,11; 1 P 2,7; Sal 118,22). Sobre este fundamento, la Iglesia es construida por los Apóstoles (cfr 1 Co 3,11), y de ese fundamento recibe firmeza y cohesión. Esta construcción es designada con diversos nombres: casa de Dios (1 Tm 3,15), en donde habita su familia; morada de Dios en el Espíritu (Ef 2,19-22), tabernáculo de Dios entre los hombres (Ap 21,3) y, sobre todo, templo santo, que, representado por santuarios de piedra, es objeto de la alabanza de los Santos Padres, y en la Liturgia, con justo título, se le compara con la Ciudad Santa, la Jerusalén nueva. En efecto, estamos en ella aquí en la tierra como piedras vivas que forman parte del edificio (1 P 2,5). Juan contempla esta ciudad santa que baja desde el cielo, de junto a Dios, en el momento en que se renovará el mundo, ataviada como una novia que se adorna para su esposo (Ap 21,1s.).

#### Comentario a los versículos 10-17
Cristo es el único cimiento y, por tanto, los cristianos debemos estar «no sólo unidos a Jesucristo, sino adheridos, como pegados a Él. (…) Él es el fundamento y nosotros el edificio; Él es el tallo de la viña y nosotros las ramas; Él es el esposo y nosotros la esposa; Él es el pastor y nosotros el rebaño»
La imagen del templo de Dios, utilizada con frecuencia por San Pablo, manifiesta la inhabitación de la Santísima Trinidad en el alma en gracia. En efecto, «por medio de la gracia de Dios inhabita en el alma justa como en un templo, de un modo íntimo y singular»  Es consolador y estimulante saber que «las Personas divinas inhabitan en cuanto que, estando presentes de una manera inescrutable en las almas creadas dotadas de entendimiento, entran en relación con ellas por el conocimiento y el amor, aunque de un modo completamente íntimo y singular, absolutamente sobrenatural» La presencia de la Trinidad en el alma en gracia invita a procurar un trato más personal y directo con Dios, al que en todo momento se le puede buscar en el fondo del  alma:

Frecuenta el trato del Espíritu Santo —el Gran Desconocido— que es quien te ha de santificar. No olvides que eres templo de Dios. —El Paráclito está en el centro de tu alma: óyele y atiende dócilmente sus inspiraciones.

### Capítulo IV
En este capítulo el apóstol pone de manifiesto cómo han de considerar los hombres a los apóstoles, como ministros de Cristo y, también, la dureza de la vida de los apóstoles. Termina el capítulo con una serie de amonestaciones. 
Respecto al primer tema, Pablo se expresa así en los primeros cinco versículos:
 1-Así han de considerarnos los hombres: ministros de Cristo y administradores de los misterios de Dios. 
 2-Por lo demás, lo que se busca en los administradores es que sean fieles. 
3-En cuanto a mí, poco me importa ser juzgado por vosotros o por un tribunal humano. Ni siquiera yo mismo me juzgo. 
4-Pues aunque en nada me remuerde la conciencia, no por eso quedo justificado. Quien me juzga es el Señor. 
5-Por tanto, no juzguéis nada antes de tiempo, hasta que venga el Señor: él iluminará lo oculto de las tinieblas y pondrá de manifiesto las intenciones de los corazones; entonces cada uno recibirá de parte de Dios la alabanza debida.

#### Comentarios a los versículos 1-7
La Iglesia ha aplicado con frecuencia las palabras del v. 1 al sacerdocio cristiano:

El sacerdote es ministro de Cristo: es, pues, el instrumento del que se sirve el Divino Redentor para continuar su obra redentora en toda su mundial universalidad y divina eficacia, para construir aquella obra admirable que transformó el mundo. Más aún: el sacerdote, como justamente suele decirse, es alter Christus, otro Cristo, puesto que lo representa en persona (…). El sacerdote ha sido constituido dispensador de los misterios de Dios, en favor de estos miembros del Cuerpo místico de Jesucristo, al ser ministro ordinario de casi todos los sacramentos, que son como canales a través de los cuales fluye la gracia del Redentor en beneficio de todos los hombres.

La expresión «no ir más allá de lo escrito» admite varias interpretaciones. Podría ser un proverbio común entre los corintios, indicando la importancia de no sobrepasar lo seguro y limitándose a lo que corresponde específicamente al ministerio apostólico. También se puede entender que «lo escrito» haga referencia a toda la Sagrada Escritura o bien a las citas previas que Pablo ha tomado de ella.
En cualquier caso Pablo viene a decir a los corintios de una forma delicada que son ellos los únicos responsables —por su inmadurez y su soberbia— de los conflictos surgidos entre ellos y que Pablo y Apolo se han comportado correctamente sin provocar divisiones entre ellos.
El Apóstol emplea la ironía para criticar el orgullo de los cristianos en Corinto, contrastándolo con las duras condiciones que enfrentan quienes siguen a Cristo. Describe a estos seguidores como si fueran sentenciados a muerte en la arena de un anfiteatro, expuestos al público, o como exiliados que se han convertido en "la basura del mundo, el desecho de todos" (v. 13). Esta expresión puede hacer alusión a una práctica inhumana en algunas ciudades griegas: durante una crisis, un ciudadano aceptaba ser tratado lujosamente por un tiempo a cambio de ser sacrificado como ofrenda de expiación a los dioses. En su último día, la gente podía lanzarle todo tipo de insultos, considerándolo “el desecho de todos”.

Yo te voy a decir cuáles son los tesoros del hombre en la tierra para que no los desperdicies: hambre, sed, calor, frío, dolor, deshonra, pobreza, soledad, traición, calumnia, cárcel…

### Versículos  14-17
14-No os escribo esto para avergonzaros, sino para amonestaros como a hijos míos queridísimos. 
15-Pues aunque tengáis diez mil pedagogos en Cristo, no tenéis muchos padres, porque yo os engendré en Cristo Jesús por medio del Evangelio. 
16-Por consiguiente, os suplico: sed imitadores míos. 
17-Por esto os envié a Timoteo, que es mi hijo queridísimo y fiel en el Señor, para que os recuerde mis normas de conducta, que son las de Cristo, tal como enseño por todas partes en todas las iglesias.

#### Comentario a los versículos 14-17
San Pablo reivindica su paternidad espiritual sobre los corintios, pues fue él quien los llevó a la fe. Desde esta posición, sus reprensiones cobran un sentido profundo y constructivo: no buscan generar una vergüenza inútil, sino motivar el desarrollo de virtudes esenciales y el fortalecimiento de la Iglesia. Esta ha sido también la actitud constante de los santos, quienes, como verdaderos padres espirituales, corrigen y orientan siempre con el fin de guiar hacia el crecimiento en la vida cristiana. El Apóstol se reconoce pastor de la comunidad de Corinto y aspira a actuar con mansedumbre. Sin embargo, no dudará en usar firmeza, “con la vara,” es decir, con fortaleza, si el bien de los fieles lo requiere, amonestando o separando de la comunidad a quienes perjudican a otros cristianos.

Debemos considerar como hijos a aquellos sobre los que ejercemos nuestra autoridad. Pongámonos a su servicio como Jesús. 

### Capítulo V
El segundo problema serio en la comunidad era el caso de un cristiano que convivía maritalmente con su madrastra. Tras abordar esta situación específica (vv. 1-8), el Apóstol señala cómo deben actuar frente a quienes persisten obstinadamente en su pecado.

#### Versículos 1-5
1-Se oye hablar, y mucho, de que entre vosotros hay fornicación, y una fornicación que no se da ni entre los gentiles: hasta el punto de que alguien tiene la mujer de su padre.
2-¿Y vosotros aun estáis orgullosos, en vez de llenaros de dolor para que fuera expulsado de en medio de vosotros quien realizó esa acción? 
3-Yo, por mi parte, ausente en cuerpo, pero presente en espíritu, ya he juzgado, como si estuviera presente, al que así obró: 
4-en el nombre del Señor nuestro Jesús, reunidos vosotros y mi espíritu, con el poder de nuestro Señor Jesús, 
5-que ése sea entregado a Satanás para castigo de la carne, y así el espíritu se salve en el día del Señor.

### Comentarios
El incesto, que «corrompe las relaciones familiares y representa una regresión a la animalidad», era ya considerado como un grave delito. Frente a la pasividad de los corintios, el Apóstol se apresura a poner remedio, decretando solemnemente la excomunión del pecador (vv. 4-5), para evitar así un daño mayor a la comunidad. Tomando la imagen de la masa sin levadura con la que se prepara el pan ácimo de la Pascua, explica que, de modo parecido, los cristianos deben desechar cualquier costumbre pecaminosa grave:

Cuando en nuestra vida personal o en la de los otros advirtamos algo que no va, algo que necesita del auxilio espiritual y humano que podemos y debemos prestar los hijos de Dios, una manifestación clara de prudencia consistirá en poner el remedio oportuno, a fondo, con caridad y con fortaleza, con sinceridad. No caben las inhibiciones. Es equivocado pensar que con omisiones o con retrasos se resuelven los problemas.

### Versículos 9-13
9-Os escribí en mi carta que no os mezclaseis con los fornicarios. 
10-Pero no me refería, ciertamente, a los fornicarios de este mundo, o a los avaros o a los ladrones, o a los idólatras, pues entonces tendríais que salir de este mundo. 
11-Lo que os escribí es que no os mezclaseis con quien, llamándose hermano, fuese fornicario, avaro, idólatra, injurioso, borracho o ladrón. Con éstos, ni comer siquiera. 
12-Pues ¿por qué voy yo a juzgar a los de fuera? ¿No juzgáis vosotros a los de dentro? 
13-a los de fuera los juzgará Dios. ¡Echad de entre vosotros al malvado!

#### Comentarios
Pablo exhorta a los corintios a evitar relacionarse con aquellos que, a pesar de llamarse cristianos, persisten en sus pecados sin mostrar arrepentimiento. Señala que el deber del cristiano es procurar la salvación de todos, pero que, cuando la cercanía a alguien representa un riesgo para su vida espiritual, es necesario apartarse de esa persona. Pablo menciona en dos ocasiones una carta anterior, conocida por algunos estudiosos como la "carta precanónica", que hoy no se conserva. La lista de pecados que incluye en el versículo 11 es similar a la de 1 Corintios 6:9-10 y guarda cierta relación con otras listas de pecados graves que aparecen en sus cartas. En ese tiempo, era común que tanto en el ámbito judío como en el griego circularan listas de pecados, aunque con variaciones. Pablo no busca ser exhaustivo, sino señalar los pecados más relevantes para los destinatarios de su mensaje.
A pesar de mentarse como primera epístola, no debe de ser así, según afirma Pablo: que ya os escribí otra carta (1 Corintios 5,9).

### Capítulo VI
Este capítulo habla de hacer recapacitar que los injustos no entraran en el reino de los cielos si no recapacitan y dejan el pecado.

1¿Cómo se atreve alguno de vosotros, teniendo un asunto contra otro, a ir a juicio delante de los injustos y no, más bien, delante de los santos? 2 ¿O no sabéis que los santos han de juzgar al mundo? Y si el mundo ha de ser juzgado por vosotros, ¿sois indignos de juzgar pleitos tan pequeños? 3 ¿No sabéis que hemos de juzgar a los ángeles? ¡Cuánto más las cosas de esta vida! 4 Por tanto, en caso de haber pleitos con respecto a las cosas de esta vida, a los que para la Iglesia son de poca estima, ¿a éstos ponéis para juzgar? 5 Para avergonzaros lo digo. Pues, ¿qué? ¿No hay entre vosotros ni un solo sabio que pueda juzgar entre sus hermanos? 6 Pero hermano va a juicio contra hermano, ¡y esto ante los incrédulos! 7 Sin lugar a duda, ya es un fracaso total para vosotros el que tengáis pleitos entre vosotros. ¿Por qué no sufrir más bien la injusticia? ¿Por qué no ser más bien defraudados? 8 Sin embargo, vosotros hacéis injusticia y defraudáis, ¡y esto a los hermanos! 
9 ¿No sabéis que los injustos no heredarán el reino de Dios? No os engañéis: que ni los fornicarios, ni los idólatras, ni los adúlteros, ni los afeminados, ni los homosexuales, 10 ni los ladrones, ni los avaros, ni los borrachos, ni los calumniadores, ni los estafadores, heredarán el reino de Dios. 11 Y esto erais algunos de vosotros, pero ya habéis sido lavados, pero ya sois santificados, pero ya habéis sido justificados en el nombre del Señor Jesucristo y en el Espíritu de nuestro Dios.

#### Comentarios
La frase «abusadores de sí mismos con la humanidad» se traduce arsenokoitai, también traducida como «sodomitas» (YLT), u «hombres que tienen relaciones sexuales con hombres» (NVI). El uso que Pablo hace de la palabra en 1 Corintios es el ejemplo más antiguo del término; su único otro uso es en una lista similar de malhechores dada (posiblemente por el mismo autor) en 1 Timoteo 1:8-11. El término traducido como «afeminado» es malakoi, con un significado literal de «blando». En ninguna otra parte de las Escrituras se utiliza malakos para describir a una persona.
Estos Versículos son una continuación de la reprimenda de Pablo a los cristianos de Corinto por demandarse unos a otros ante los jueces paganos de los tribunales romanos, lo que él ve como una infracción de la santidad de la comunidad cristiana. Pablo enumera un catálogo de vicios típicos que excluyen a una persona del reino de Dios, concretamente vicios que los miembros de la iglesia practicaban y seguirían practicando de no ser porque ahora eran cristianos, con la intención expresa de mostrar a los miembros de la iglesia que deberían ser capaces de resolver disputas menores dentro de la comunidad y, sobre todo, de tratarse con caridad.
El tercer problema que Pablo señala a los corintios es que algunos de ellos llevan sus disputas ante tribunales paganos, en lugar de resolverlas dentro de la comunidad cristiana. Este consejo sigue la costumbre judía de resolver los conflictos internamente en sus propios tribunales. Además, Pablo insiste en que la comunidad debe vivir en fraternidad y dar un buen testimonio, evitando así dañar la imagen del Evangelio. Una comunidad dividida y en conflicto pierde credibilidad, especialmente si sus miembros acuden a la justicia secular como cualquier otro. Juan Crisóstomo destaca esta falta de fraternidad entre los corintios:

Una, no poder soportar pacientemente una injuria; otra, ser autor de una ofensa; después, buscar árbitros para este altercado; por último, usar tales procedimientos con un cristiano, su hermano en la fe.

El recuerdo de la dignidad de cristianos (v. 11) pone fin a las amonestaciones:

Los seguidores de Cristo han sido llamados por Dios y justificados en el Señor Jesús, no por sus propios méritos, sino por su designio de gracia. El Bautismo y la fe los ha hecho verdaderamente hijos de Dios, participan de la naturaleza divina y son, por tanto, realmente santos. Por eso deben, con la gracia de Dios, conservar y llevar a plenitud en su vida la santidad que recibieron.

### Dignidad del cuerpo
12-«Todo me es lícito». Pero no todo conviene. «Todo me es lícito». Pero no me dejaré dominar por nada. 
13-«La comida para el vientre, y el vientre para la comida». Pero Dios destruirá lo uno y lo otro. Por otra parte, el cuerpo no es para la fornicación sino para el Señor, y el Señor para el cuerpo. 
14-Y Dios, que resucitó al Señor, también nos resucitará a nosotros por su poder.

#### Comentarios
Pablo advierte que los pecados sexuales dañan el cuerpo, que es sagrado por ser templo del Espíritu Santo. Estos actos violan la relación del creyente con Dios y van contra la santidad que el cristiano debe mantener como miembro del cuerpo de Cristo. Pablo corrige la idea errónea de los corintios sobre la libertad cristiana: aunque están liberados de la Ley, no pueden ignorar los mandamientos de Dios. Frente al dicho “todo me es lícito”, aclara que ciertas acciones, como la impureza, vuelven a esclavizar al creyente. También rechaza equiparar la alimentación con la sexualidad; mientras que la necesidad de comer termina con la muerte, el cuerpo tiene una dignidad especial porque está unido a Cristo y destinado a la resurrección, por lo que debe ser cuidado y respetado.

### Ofensas  Jesucristo y al Espíritu Santo
15-¿No sabéis que vuestros cuerpos son miembros de Cristo? ¿Voy, entonces, a tomar los miembros de Cristo para hacerlos miembros de una meretriz? ¡De ninguna manera! 
16-¿No sabéis que el que se une a una meretriz se hace un cuerpo con ella? Porque está dicho: Serán los dos una sola carne. 
17-En cambio, el que se une al Señor se hace un solo espíritu con él. 
18-Huid de la fornicación. Todo pecado que un hombre comete queda fuera de su cuerpo; pero el que fornica peca contra su propio cuerpo. 
19-¿O no sabéis que vuestro cuerpo es templo del Espíritu Santo, que está en vosotros y habéis recibido de Dios, y que no os pertenecéis? 
20-Habéis sido comprados mediante un precio. Glorificad, por tanto, a Dios en vuestro cuerpo.

#### Comentarios
Pablo enseña que el cristiano, cuerpo y alma, es miembro de Cristo, pues por el Bautismo ha sido unido a Él y llamado a vivir en comunión con su vida (cf. Gal 2,20). Esta unión convierte al creyente en parte del Cuerpo de Cristo (cf. 1 Cor 12,27; Rom 12,5). Pecar contra la castidad, por tanto, no solo daña el propio cuerpo, sino que lo profana, ya que este es templo del Espíritu Santo. Pablo es firme en su consejo: hay que huir de la fornicación (v. 18) porque...

...«no se vence resistiendo, porque cuanto más lo piensa uno, más se enciende; se vence huyendo, es decir, evitando totalmente los pensamientos inmundos, y todas las ocasiones.

En la lucha por vivir la castidad el cristiano cuenta con medios abundantes: 

El primero es ejercer una gran vigilancia sobre nuestros ojos, nuestros pensamientos, nuestras palabras y nuestros actos; el segundo, recurrir a la oración; el tercero, frecuentar dignamente los sacramentos; el cuarto, huir de todo cuanto pueda inducirnos al mal; el quinto, ser muy devotos de la Santísima Virgen. Observando todo esto, a pesar de los esfuerzos de nuestros enemigos, a pesar de la fragilidad de esa virtud, tendremos la seguridad de conservarla.

Pablo termina (v. 20) resaltando la importancia de la nueva condición del bautizado: 

Reconoce, cristiano, tu dignidad, y puesto que has sido hecho participe de la naturaleza divina, no pienses en volver con un comportamiento indigno a las antiguas vilezas.

### Capítulo VII
En la segunda parte de la carta, Pablo responde a las preguntas de los corintios sobre temas de la vida diaria: relaciones matrimoniales (7,1-40), consumo de alimentos ofrecidos a ídolos (8,1-10,33), Eucaristía (11,1-34), dones espirituales (12,1-14,40) y resurrección de los muertos (15,1-58). Su principio rector es la caridad (13,1-13), evitando causar escándalo o desprecio. Ante dudas sobre la resurrección, Pablo reafirma que esta es esencial en el Evangelio y base de la fe cristiana (15,1-4).

#### Relaciones entre esposos
Expone la doctrina del matrimonio. En los versículos del 1 al 9 diríamos que los temas son: la responsabilidad conyugal mutua, se deja en claro que cada uno le pertenece al otro, y que ambos no pueden negarse a no ser por mutuo consentimiento y con algún propósito específico. El otro tema es el celibato, lo trata a nivel de consejo, aquellos que no se han casado que puedan permanecer así, y los que enviudaron que no busquen casarse nuevamente; siempre y cuando puedan permanecer de esa manera sin pecar.

Es bueno para el hombre no tocar a una mujer, por lo tanto, digo a los solteros y a las viudas que es bueno para ellos soportarlo así como yo. Pero si no pueden contenerse, que se casen, porque es mejor casarse que arder

Algunos afirman que el apóstol Pablo era de esta idea porque tenía el regreso del Señor Jesucristo como inminente, por tanto era mejor concentrarse en asuntos del Evangelio en esos «últimos tiempos» antes que en asuntos de pareja.

#### Indisolubilidad del matrimonio
Del versículo 10 al 24 se trata el tema del divorcio. Este siempre ha sido un tema bastante conflictivo. En los versos 10 y 11 es claro que lo que el Apóstol aconseja es permanecer juntos, aún afirma que aquel que sufrió una separación debe permanecer sin casarse; en este caso ambos son creyentes. 
Sobre la indisolubilidad del matrimonio, el Apóstol deja bien claro que tiene un precepto firme, no suyo, sino del Señor. 

Es deber fundamental de la Iglesia reafirmar con fuerza la doctrina de la indisolubilidad del matrimonio. (…) Él [Dios] quiere y da la indisolubilidad del matrimonio como fruto, signo y exigencia del amor absolutamente fiel que Dios tiene al hombre y que el Señor Jesús vive hacia su Iglesia. (…) Dar testimonio del inestimable valor de la indisolubilidad y fidelidad matrimonial es uno de los deberes más preciosos y urgentes de las parejas cristianas de nuestro tiempo.

#### El privilegio paulino
12-A los demás les digo yo, no el Señor: si algún hermano tiene una mujer no creyente, y ella consiente en habitar con él, que no la despida; 
13-y si alguna mujer tiene un marido no creyente, y éste consiente en habitar con ella, que no despida al marido. 
14-Porque el marido no creyente es santificado por la mujer, y la mujer no creyente es santificada por el hermano. De no ser así, vuestros hijos serían impuros, y ahora son santos. 
15-Pero si el no creyente se separa, que se separe. En este caso, ni el hermano ni la hermana quedan ligados; porque Dios nos ha llamado a vivir en paz. 
16-Pues ¿qué sabes tú, mujer, si salvarás a tu marido? ¿Qué sabes tú, marido, si salvarás a tu mujer?
El conflicto está en el versículo 15, donde el matrimonio es mixto, uno creyente y otro no. Pablo ha dejado claro que el creyente debe procurar no separarse en los matrimonios mixtos. El asunto está cuando es el no creyente el que decide divorciarse, sin lugar a dudas esta persona se divorcia para volverse a casar, ¿qué debe hacer el creyente divorciado?, ¿es para él el mandato de Pablo de I Co. 7:11 "y si se separa, quédese sin casar". Algunos pensadores bíblicos no nos dicen nada y enrumban sus comentarios por la posición conservadora... quédese sin casar, otros toman el texto de I Co. 7:15 pues no está el hermano o la hermana sujeto a servidumbre y se interpreta que esto abre la puerta a volverse a casar si el cónyuge no creyente lo hace.
La Iglesia sigue la enseñanza de Pablo: si uno de los cónyuges se convierte, no se le exige abandonar el matrimonio anterior. Sin embargo, si el cónyuge no creyente impide la vida de fe del bautizado o la convivencia, el cristiano tiene libertad para separarse y volver a casarse.

#### Permanencia en la propia vocación
17-Por lo demás, que cada uno permanezca en la condición que le asignó el Señor, en la que tenía cuando le llamó Dios. Así lo dispongo en todas las iglesias. 
18-¿Fue llamado alguien cuando estaba circuncidado? Que no lo oculte. ¿Ha sido llamado alguien cuando no estaba circuncidado? Que no se circuncide. 
19-Nada es la circuncisión ni es nada la falta de circuncisión: lo importante es la observancia de los mandamientos de Dios. 
20-Que cada uno permanezca en la vocación en que fue llamado.
...
23-Habéis sido comprados mediante un precio; no os hagáis esclavos de los hombres. 
24-Que cada uno, hermanos, permanezca ante Dios en el estado en que fue llamado.
El bautismo transforma al creyente en su interior, no necesariamente en sus circunstancias externas. San Pablo aclara que la vida cristiana puede desarrollarse en cualquier situación, sin exigir cambios sociales o de condición; la vocación cristiana se vive en el lugar en que cada persona se encuentra.

La vocación enciende una luz que nos hace reconocer el sentido de nuestra existencia. Es convencerse, con el resplandor de la fe, del porqué de nuestra realidad terrena. Nuestra vida, la presente, la pasada y la que vendrá, cobra un relieve nuevo, una profundidad que antes no sospechábamos. Todos los sucesos y acontecimientos ocupan ahora su verdadero sitio: entendemos adónde quiere conducirnos el Señor.

#### Excelencia de la virginidad
25-En cuanto a la virginidad, no tengo precepto del Señor, pero doy un consejo, como quien por la misericordia del Señor merece confianza. 
26-Así pues, considero que, por la presente necesidad, más le vale al hombre permanecer como está. 
27-¿Estás unido a una mujer? No busques la separación. ¿No estás unido a una mujer? No busques mujer. 
28-Si te casas, no pecas, y si una virgen se casa, no peca. Sin embargo, así tendrán la tribulación en la carne, que yo querría evitaros.
...
32-Os quiero libres de preocupaciones. El que no está casado se preocupa de las cosas del Señor, de cómo agradar al Señor; 
33-el casado se preocupa de las cosas del mundo, de cómo agradar a su mujer, 
34-y está dividido. La mujer no casada y la virgen se preocupan de las cosas del Señor, para ser santas en el cuerpo y en el espíritu; la casada, sin embargo, se preocupa de las cosas del mundo, de cómo agradar a su marido.
...
36-Si alguno considera que no se comporta honestamente con su virgen, ya que ella está en la flor de la edad, y es conveniente que se case, ponga por obra su deseo; no peca: que se casen. 
37-Pero el que permanece firme en su corazón, no por necesidad, sino pudiendo disponer por voluntad propia, y en su corazón determina guardarla virgen, hará bien. 
38-Por tanto, quien desposa a su virgen obra bien; y quien no la desposa obra mejor.

### Comentarios
La excelencia de la virginidad —tanto de mujeres como de hombres— se fundamenta en el amor de Dios, al cual puede dedicarse el célibe con una exclusividad que no se da en la persona casada. 

La respuesta a la vocación divina es una respuesta de amor al amor que Cristo nos ha demostrado de manera sublime  (…). La gracia multiplica con fuerza divina las exigencias del amor, que, cuando es auténtico, es total, exclusivo, estable y perenne, estímulo irresistible para todos los heroísmos. Por eso la elección del sagrado celibato ha sido considerada siempre en la Iglesia “como señal y estímulo de la caridad.

señal de un amor sin reservas, estímulo de una caridad abierta a todos.
Los versículos 36-38 presentan dificultad interpretativa. Algunos creen que reflejan una sociedad en la que los padres decidían el matrimonio de sus hijas, donde "virgen" significaría hija. Otros piensan que "virgen" se refiere a una prometida formalmente, y que el novio podría dudar si su decisión de celibato afectaría a su pareja. Pablo aconseja actuar con libertad, destacando el valor de la virginidad.

### Consejos a las viudas
39-La mujer está ligada a su marido, mientras él vive; pero si muere su marido, queda libre para casarse con quien quiera, pero sólo en el Señor. 
40-Más feliz será, sin embargo, si permanece así, según mi consejo; que pienso que yo también tengo el Espíritu de Dios

#### Comentario
La Iglesia enseña que el matrimonio se disuelve con la muerte de un cónyuge, permitiendo al sobreviviente casarse de nuevo. Al decir "pero sólo en el Señor", Pablo probablemente sugiere que las viudas se casen con cristianos, evitando el riesgo de perder la fe. Sin embargo, aconseja que el camino más perfecto es que permanezcan solteras y dedicadas a Dios. También, en 1 Timoteo 5, 9-16, se dan instrucciones específicas para las viudas, indicando que unas deben ser asistidas por sus familias y otras dedicarse al servicio de la Iglesia, manteniendo dignidad en su estado.

### Capítulo VIII
El capítulo VIII trata una cuestión que preocupaba en las comunidades cristianas. Era dicha cuestión si se podía comer carne sacrificada a los ídolos. Casi en todas las comunidades se notaba la tensión entre sus miembros pagano-cristianos y sus miembros judeocristianos. Por el solo hecho de provenir de culturas diferentes tenían ya perspectivas diferentes. Comer carne sacrificada a los ídolos era para los paganos una cuestión cotidiana y nada problemática. No así para los afectos al judaísmo a quienes su ley se los prohibía expresamente.

#### Los ídolos no son nada
1-En cuanto a los animales sacrificados a los ídolos, somos conscientes de que todos sabemos discernir. El saber hincha pero la caridad edifica. 
2-Si alguno piensa que sabe algo, todavía no sabe como le conviene saber; 
3-pero si uno ama a Dios, ése ha sido conocido por Él.
4-Ahora bien, en cuanto a comer de los animales sacrificados a los ídolos, somos conscientes de que no hay ídolos en el mundo y que no hay más dios que el Dios Único.

#### Comentario
Pablo les dice a los corintios que, aunque tengan razón en pensar que los ídolos no tienen poder y que comer carne sacrificada a ellos no tiene impacto espiritual, deben considerar cómo sus acciones afectan a otros. Les recuerda que, si bien su conocimiento les permite comer sin escrúpulos, su actitud puede hacer tropezar a otros con una fe más débil. En lugar de presumir de saber, deberían preocuparse por edificar a la comunidad. Así, les enseña que el amor al prójimo es más importante que el conocimiento: "El saber hincha, pero la caridad edifica".

La fuente de todos los males de los corintios no estaba en la falta de ciencia, sino en la falta de caridad y de preocupación por el prójimo. Ésta era la fuente de los cismas que dividían esta iglesia, de la vanidad que los obcecaba y de todos los desórdenes que el Apóstol ha censurado precedentemente y censurara todavía. (…). Tened caridad, así vuestra ciencia no tendrá riesgos. Quiero que vuestra ciencia sobrepase la de vuestros hermanos. Si los amáis, lejos de elevaros por encima de ellos y de despreciarlos, trabajaréis por hacerles participar de vuestras luces.

#### Evitar el escándalo de los débiles
7-Pero no todos tienen este saber: algunos, acostumbrados hasta ahora a los ídolos, comen esa carne como sacrificada a los ídolos, y su conciencia, que es débil, se mancha. 
8-La comida, desde luego, no nos favorecerá ante Dios; ni tendremos menos si no comemos, ni tendremos más si comemos. 
9-No obstante, tened cuidado de que vuestra libertad no vaya a ser tropiezo para los débiles.

#### Comentarios
La caridad exige abstenerse de las idolotitas, si su comida es ser motivo de escándalo para los débiles. Así pues la caridad prevalece sobre la libertad, pues el escándalo puede llevar a que se pierda alguno, por el que también Cristo ha muerto. 

El escándalo es grave cuando es causado por quienes, por naturaleza o por función, están obligados a enseñar y educar a los otros.

### Capítulo IX

#### Derecho de los apóstoles a ser sometidos por los fieles
1-¿No soy yo libre? ¿No soy apóstol? ¿No he visto a Jesús, Señor nuestro? ¿No sois vosotros mi obra en el Señor? 
2-Si para otros no soy apóstol, para vosotros, sin embargo, lo soy, porque vosotros sois el sello de mi apostolado en el Señor. 
3-Ésta es mi defensa contra los que me critican. 
4-¿Acaso no tenemos derecho a comer y a beber?

#### Comentario
Pablo, con el ejemplo de su vida expone cómo la caridad es superior a los derechos propios. En primer lugar asegura su carácter de Apóstol apoyándose en que ha visto a Jesucristo y en que ha fundado la iglesia en Corinto. A continuación señala dos derechos, a los que ha renunciado: ser acompañado de alguna mujer hermana para atenderle y ser sustentado por los fieles, derecho que ilustra con el ejemplo del soldado, del viñador y del pastor:

Los presbíteros, consagrados al servicio divino en el cumplimiento del cargo que se les ha encomendado, merecen recibir una justa remuneración, pues el que trabaja es merecedor de su salario, y ha ordenado el Señor a los que anuncian el Evangelio, que vivan del Evangelio (1 Co 9,14). Por ello, en la medida en que no se hubiera provisto por otra parte a la justa retribución de los presbíteros, los fieles mismos, como quiera que los presbíteros trabajan por su bien, tienen verdadera obligación de procurar que se les proporcione los medios necesarios para llevar una vida honesta y digna.

#### Renuncia de Pablo a este derecho
15-Yo, sin embargo, nunca he hecho uso de este derecho. Y no escribo esto para que se haga así conmigo, pues antes prefiero morir que… ¡Nadie me privará de mi gloria! 
16-Porque si evangelizo, no es para mí motivo de gloria, pues es un deber que me incumbe. ¡Ay de mí si no evangelizara! 
17-Si lo hiciera por propia iniciativa, tendría recompensa; pero si lo hago por mandato, cumplo una misión encomendada.

#### Comentario
Dar a conocer a Jesucristo es una exigencia ineludible de todos los cristianos: 

El verdadero apóstol busca ocasiones de anunciar a Cristo con la palabra: a los no creyentes para llevarlos a la fe; a los fieles, para instruirlos, confirmarlos y estimularlos a una vida más fervorosa: Porque la caridad de Cristo nos urge (2 Co 5,14), y en el corazón de todos deben resonar las palabras del Apóstol: ¡Ay de mí si no evangelizara!.

Pablo nunca excluyó a nadie de su labor apostólica:

El cristiano ha de mostrarse siempre dispuesto a convivir con todos, a dar a todos —con su trato— la posibilidad de acercarse a Cristo Jesús. Ha de sacrificarse gustosamente por todos, sin distinciones, sin dividir las almas en departamentos estancos, sin ponerles etiquetas como si fueran mercancías o insectos disecados. No puede el cristiano separarse de los demás, porque su vida sería miserable y egoísta: debe hacerse todo para todos, para salvarlos a todos.

### Capítulo X
Pablo les enseña la historia de Israel poniendo de manifiesto los errores que cometió el pueblo. Inmediatemante despuésw pasa a tranquilizar las conciencias de los corintios diciéndoles: 
13-No os ha sobrevenido ninguna tentación que supere lo humano, y fiel es Dios, que no permitirá que seáis tentados por encima de vuestras fuerzas; antes bien, con la tentación, os dará también el modo de poder soportarla con éxito.
A continuación les insiste en que huyan de la idolatría y tengan buen cuidado en recibir bien la Eucaristía hablándoles como sigue:
21-No podéis beber el cáliz del Señor y el cáliz de los demonios; no podéis participar de la mesa del Señor y de la mesa de los demonios.
Termina poniendo solución a varios problemas de conciencia con estas palabras:
31-En fin, tanto si coméis, como si bebéis, o hacéis cualquier otra cosa, hacedlo todo para gloria de Dios. 
32-No seáis escándalo para los judíos, ni para los griegos, ni para la Iglesia de Dios, 
33-como también yo agrado a todos en todo, sin buscar mi conveniencia sino la de todos los demás, para que se salven.

### Capítulo XI
El apóstol comenta la forma de celebrar la Eucaristía, concreta la función de la mujer en las celebraciones litúrgicas. Continúa poniendo de manifiesto los abusos que se cometían al celebrar la Eucaristía pues mientras algunos están ebrios, otros pasan hambre. Termina  hablándoles de este sacramento y la forma de recibirlo dignamente dándoles el siguiente consejo:
33-Por tanto, hermanos míos, cuando os reunáis para comer, esperaos unos a otros. 
34-Si alguno tiene hambre, que coma en casa, para que no os reunáis para vuestra condenación. El resto lo dispondré cuando llegue

### Caapítulo XII
Pablo comenta de la diversidad de carismas que Dios reparte con estas palabras:
4-Hay, sí, diversidad de dones, pero el Espíritu es el mismo; 
5-y diversidad de ministerios, pero el Señor es el mismo; 
6-y diversidad de acciones, pero Dios es el mismo, que obra todo en todos.
y les explica la «variedad en la unidad del cuerpo místico de Cristo»

### Capítulo XIII
Se trata de uno de los capítulos más populares de la biblia a causa de la encendida defensa del amor como fuerza fundamental del cristianismo y suele llamarse como Himno a la caridad. Es una lectura de referencia en la celebración del matrimonio cristiano.

El amor es paciente, es servicial; el amor no es envidioso, no hace alarde, no se envanece,
no procede con bajeza, no busca su propio interés, no se irrita, no tienen en cuenta el mal recibido,
no se alegra de la injusticia, sino que se regocija con la verdad.
El amor todo lo disculpa, todo lo cree, todo lo espera, todo lo soporta.

### Capítulo XIV
En este capítulo el apóstol Pablo aborda un tema tan controvertido como la profecía así como el orden del desarrollo de la reunión de culto.
Desde el primer versículo Pablo sirve la polémica tras darle un grado de importancia (μᾶλλον mayor grado en griego) superior, al menos en este momento, a lo profético que incluso al amor o a los dones espirituales, temas que casualmente ha tratado en capítulos anteriores. 
En el transcurso del capítulo el escritor intenta esclarecer la importancia de la profecía, así como establecer una clara diferencia de propósitos entre el profetizar y el hablar en lenguas.
Tras abordar estos temas místicos, el apóstol decide enmarcar el funcionamiento de estos, en un fluir ordenado para que sea de provecho y no para confusión para la Iglesia.
Pablo acaba el texto haciendo una mención a la actitud de las mujeres en la reunión de los santos 14:33-35 allí, le indica a las mujeres "guarden silencio en las congregaciones" "si quieren aprender algo, interroguen a sus esposos". Los versículos restantes son un resumen de todo el capítulo.

### Capítulo XVI
El apóstol hace una serie de anuncios y termina con una despedida. En primer lugar les manda que hagan una colecta en favor de los santos  de Jerusalén. A continuación les expone con bastante detalle sus proyectos de viajes y termina con una serie de exhortaciones y saludos que demuestran el afecto y cariño de Pablo por los corintios. 
17-Me alegro por la llegada de Estéfanas, de Fortunato y de Acaico, porque han suplido vuestra ausencia, 
18-y han tranquilizado mi espíritu y el vuestro. Apreciad, por tanto, a personas como ellos. 
19-Os saludan las iglesias de Asia. Os saludan en el Señor Aquila y Prisca, con la iglesia de su casa. 
20-Os saludan todos los hermanos. Saludaos mutuamente con el beso santo. 
21-El saludo es de mi mano, Pablo. 
22-Si alguno no ama al Señor, que sea anatema. ¡Marana tha! 
23-La gracia de Jesús, el Señor, esté con vosotros. 
24-Mi amor esté con todos vosotros en Cristo Jesús.